# U-94号潜艇 (1917年)
陛下之94号潜艇是德意志帝国海军建造的一艘中型潜艇或称U艇。它由基尔的日耳曼尼亚船厂承建，于1917年1月5日下水，至同年3月3日交付使用。U-94号是在第一次世界大战期间服役的329艘德国潜艇之一，曾参加过大西洋潜艇战。在其十三次巡逻中，共击沉协约国或中立国的20艘商船（60631总吨）和1艘军舰（1250吨）。战后，根据停战协议的要求，U-94号于1918年11月20日被引渡至英国正式投降，至1919至1920年间在博內斯拆解报废。

## 设计
第一次世界大战爆发后，为了满足潜艇破交战的作战需求，德意志帝国海军潜艇局（U-Boot-Inspektion）在U-43号（战时动员型）的基础上，研发出了一种技术上更为成熟的中型双壳体远洋潜艇。其排水量适中、性能均衡，非常适合北海和英国周边海域的作战环境。海军为此共计批出34艘订单，战术编号使用U-81至U-114号。实战证明，这一系列的潜艇具有出色的航海能力和稳定的耐用性，它们的许多布置也对后世IX級潛艇和国外一些潜艇的设计产生了影响。
U-94号是由基尔日耳曼尼亚船厂承建的第二批次（U-93至U-98号）的二号艇。从这一批次开始，设计部门对艇体线形进行了优化，步行甲板扶手被取消，侧面舷墙降低高度后与艇体外壳融为一体，有效改善了潜艇的机动性能。同时，其排水量、长度、航速和船员编制等方面相较于该厂的前一批次产品（U-81至U-86号）均有所提高，惟续航里程略为缩短。该艇的水上和水下排水量分别为838吨和1000吨。其全长71.55米；舷宽6.30米，当中的耐压壳体宽为4.15米；有3.94米的吃水深度。艇只搭载有可在水上使用的两台猛狮六缸四冲程柴油发动机，总功率为2,400匹公制馬力（1,765千瓦特）；以及可在水下使用的西门子-舒克特双电动发电机，总功率为1,200匹公制馬力（883千瓦特）。这些发动机用以驱动双轴、每根轴各一个的直径1.66米长螺旋桨。它的潜航深度为50米。
U-94号在水上的最高速度达16.8節（31.1每小時），在水下的最高航速则为8.6節（15.9每小時）。它可以8節（15每小時）的速度在水上巡航9,020海里（16,710），或以5節（9.3每小時）的速度在水下巡航52海里（96）。该艇装备了六具直径为500毫米的鱼雷发射管，其中艇艏四具、艉部两具，并可合共携带至多16枚鱼雷；作为辅助武器的甲板炮则是一门88毫米30倍径速射炮，自1918年起又增加一门105毫米45倍径速射炮。其标准船员编制为4名军官及32名水兵。

## 历史
U-94号是由德意志帝国海军作为F项战时订单（Kriegsauftrag F）的一部分，于1915年9月15日向基尔的日耳曼尼亚船厂订购，建造编号为258。艇体自1916年3月25日开建，1917年1月5日下水，至同年3月3日在首任艇长、海军上尉阿尔弗雷德·扎尔韦希特尔的指挥下正式交付使用。继扎尔韦希特尔之后，马丁·施瓦布中尉（1918年3月25日－11月11日）也曾担任过U-94号指挥官。完成海试后，U-94号自1917年4月下旬起被编入分驻埃姆登和博尔库姆的第四潜艇区舰队服役，并一直隶属于该部队直至战争结束。
第一次世界大战期间，U-94号曾在北大西洋东部完成了九次巡逻；共计击沉容积总吨为60631吨的20艘协约国或中立国商船，以及1艘排水量为1250吨的英国皇家海军Q船。其中，被U-94号击沉的最大型船舶是容积总吨为10644吨的英国货轮胡鲁努伊号（Hurunui），它在从惠灵顿前往伦敦的途中，于1918年5月18日在利泽德角西南约48海里（89）处中鱼雷沉没，造成1人死亡。而1917年6月26日在苏格兰西部海域遇袭的英国海军运兵船哈弗福德号甚至更大，且有8名船员在此过程中遇难；但这艘容积总吨达11635吨的巨轮仍坚持驶至金奈尔德角搁浅，并能重新浮起。两艘船均为在一战期间被U艇击中的最大型船舶之一。此外，U-94号曾于1917年6月20日在爱尔兰岛以西用鱼雷击沉了英国单桅战船鼠尾草号，该船当时正在作为Q船服役。鼠尾草号的指挥官被俘，另有5名船员阵亡。这也是U-94号对军舰取得的唯一战功。
U-94号在战争中幸存了下来，没有被击沉。战后，根据对德停战协议的要求，它于1918年11月20日移交英国，并在哈维奇正式向协约国投降。由于英国不再使用U艇，U-94号最终于1919－1920年间在博內斯拆解报废。

## 袭击历史摘要
| 日期           | 船名             | 船籍         | 吨位  | 结局 |
| -------------- | ---------------- | ------------ | ----- | ---- |
| 1917年6月9日   | 德弗伦号         | 挪威         | 1261  | 击沉 |
| 1917年6月11日  | 色萨利号         | 英国         | 4310  | 击伤 |
| 1917年6月12日  | 天仓号           | 英国         | 2316  | 击沉 |
| 1917年6月13日  | 塞德里克号       | 挪威         | 2344  | 击沉 |
| 1917年6月20日  | 鼠尾草号         | 英國皇家海軍 | 1250  | 击沉 |
| 1917年6月24日  | 西尔维尼安号     | 英国         | 4858  | 击沉 |
| 1917年6月26日  | 哈弗福德号       | 英国         | 11635 | 击伤 |
| 1917年7月29日  | 英厄堡号         | 丹麦         | 1207  | 击沉 |
| 1917年7月29日  | 阿黛丽亚号       | 英国         | 3847  | 击沉 |
| 1917年7月30日  | 基利金号         | 俄罗斯帝国   | 1640  | 击沉 |
| 1917年7月30日  | 曼彻斯特创造者号 | 英国         | 4112  | 击沉 |
| 1917年7月30日  | 苏玛号           | 俄罗斯帝国   | 2200  | 击沉 |
| 1917年8月6日   | 阿尔加利亚号     | 英国         | 4641  | 击沉 |
| 1917年8月12日  | 利诺塔号         | 英国         | 3684  | 击沉 |
| 1917年8月16日  | 斯万霍姆号       | 丹麦         | 1400  | 击沉 |
| 1917年9月19日  | 九头蛇号         | 丹麦         | 174   | 击沉 |
| 1917年9月24日  | 彼得沙姆号       | 英国         | 3381  | 击伤 |
| 1917年12月15日 | 伯纳德号         | 英国         | 3682  | 击沉 |
| 1917年12月16日 | 布里斯托尔城号   | 英国         | 2511  | 击沉 |
| 1918年2月19日  | 巴罗莫尔号       | 英国         | 3832  | 击沉 |
| 1918年2月26日  | 斯尼格号         | 挪威         | 370   | 击沉 |
| 1918年3月2日   | 岩池号           | 英国         | 4502  | 击沉 |
| 1918年5月18日  | 胡鲁努伊号       | 英国         | 10644 | 击沉 |
| 1918年5月25日  | 蓝宝石号         | 挪威         | 1406  | 击沉 |

## 脚注
1. 1 2 3  Helgason, Guðmundur. . German and Austrian U-boats of World War I - Kaiserliche Marine - Uboat.net.   [2010-01-25].
2. ↑  Gröner 1991，第12-14頁.
3. 1 2  Helgason, Guðmundur. . German and Austrian U-boats of World War I - Kaiserliche Marine - Uboat.net.   [2021-11-30].
4. 1 2  Helgason, Guðmundur. . German and Austrian U-boats of World War I - Kaiserliche Marine - Uboat.net.   [2021-11-30].
5. 1 2  陈进，第71頁.
6. ↑  Herzog，第50頁.
7. ↑  Helgason, Guðmundur. . German and Austrian U-boats of World War I - Kaiserliche Marine - Uboat.net.   [2021-11-29].
8. ↑  Herzog，第48頁.
9. 1 2  Gröner 1991，第12–14頁.
10. ↑  Herzog，第139頁.
11. ↑  Herzog，第123頁.
12. ↑  Herzog，第68頁.
13. ↑  Herzog，第119頁.
14. ↑  Helgason, Guðmundur. . German and Austrian U-boats of World War I - Kaiserliche Marine - Uboat.net.   [2021-11-30].
15. ↑  Helgason, Guðmundur. . German and Austrian U-boats of World War I - Kaiserliche Marine - Uboat.net.   [2021-11-30].
16. ↑  Helgason, Guðmundur. . German and Austrian U-boats of World War I - Kaiserliche Marine - Uboat.net.   [2021-11-17].
17. ↑  Helgason, Guðmundur. . German and Austrian U-boats of World War I - Kaiserliche Marine - Uboat.net.   [2021-11-30].
18. ↑  Herzog，第120頁.
19. ↑  Herzog，第91頁.
20. ↑  Helgason, Guðmundur. . German and Austrian U-boats of World War I - Kaiserliche Marine - Uboat.net.   [2014-12-10].